# 菅野菜保之
菅野 菜保之（かんの なおゆき、1939年〈昭和14年〉9月23日 - ）は日本の俳優。本名並びに旧芸名は菅野忠彦。東京都出身。身長170cm。ミズキ事務所所属。

## 来歴
- 1958年　日本大学芸術学部演劇科入学。
- 1961年 文学座附属演劇研究所入所。
- 1962年　日本大学卒業。
- 1965年　文学座座員となる。
- 1988年　文学座を退座。

## 出演

### 舞台
- 十三夜（1965年、文学座）
- 華々しき一族（1966年、文学座）
- 美しきものの伝説（1968年、文学座）
- 三人姉妹（1972年、セゾン）
- たぬき（1974年、東宝）
- 五番町夕霧楼（1975年、文学座）
- 我が友ヒットラー（1975年、松竹）
- 日ノ浦姫物語（1978年、文学座）
- 近松心中物語（1979年、東宝）
- 復讐するは我にあり（1980年、文学座）
- アマデウス（1993年、松竹）
- なよたけ（2000年、新国立劇場）
- 蜘蛛巣城（2001年、新橋演舞場）
- 嵐が丘（2002年、新橋演舞場）
- 桜の園（2003年、シアターコクーン）
- 月形半平太（2003年、新橋演舞場）
- お気に召すまま（2004年、彩の国さいたま芸術劇場）
- 椿姫（2004年、松竹）
- お江戸でござる（2004年、新橋演舞場）
- 三婆（2005年、ル・テアトル銀座）
- 日本橋物語PART II　恋しぐれ（2005年、明治座）
- メディア（2005年、シアターコクーン）
- あかね空（2005年、新歌舞伎座）
- 蛍（2008年）
- 蝶々物語（2008年、松竹）
- 三平物語（2009年、明治座）
- ヘンリー六世（2009年、新国立劇場）
- 善人なおもて往生をとぐ（2010年）
- 検察側の証人（2010年、東宝）

### 映画
- 香華（1964年、木下恵介監督）
- 結婚相談（1965年、中平康監督）
- 性の起原（1967年、新藤兼人監督）
- 情炎（1967年、吉田喜重監督）
- ひとりっ子（1969年、家城巳代治監督）
- 陸軍落語兵（1971年、弓削太郎監督）
- 戒厳令（1973年、吉田喜重監督）
- 襤褸の旗（1974年、吉村公三郎監督）
- 日本フィルハーモニー物語 炎の第五楽章（1981年、神山征二郎監督）
- ファンシィダンス（1989年、周防正行監督）

### テレビドラマ
- 大河ドラマ（NHK）
  - 竜馬がゆく（1968年） - 山本兼馬
  - 風と雲と虹と（1976年） - 源経基
  - 花神（1977年） - 毛利登人
  - おんな太閤記（1981年） - 小寺官兵衛
  - 春の波涛（1985年） - 市川猿之助
- 女優 わが道（1969年、NHK） - 青山杉作
- 花もめん（1970年、TBS）
- 火曜日の女シリーズ「人喰い」（1970年、NTV）
- 大岡越前 （TBS）
  - 第1部 第19話、第20話「悪魔の人形使い」（1970年） - 嘉平 ※ 菅野忠彦名義
  - 第4部 第20話「天下を盗る -後編-」（1974年） - 徳川宗春 ※ 菅野忠彦名義
- 鬼平犯科帳 第2シリーズ 第12話「鈍牛」(1971年、NET / 東宝) - 田中貞四郎
- 土曜ドラマ（NHK）
  - 松本清張シリーズ・遠い接近（1975年） - 細井上等兵 ※ 菅野忠彦名義
- Gメン'75 第13話「バスストップ」（1975年、TBS） - 北中信明
- ザ・ハングマン 燃える事件簿 第10話「横領結婚」（1981年、ABC） - 吉村支店長
- 想い出づくり。（1981年、TBS） - 松永 ※ 菅野忠彦名義
- 関ヶ原（1981年、TBS） - 黒田長政 ※ 菅野忠彦名義
- 大江戸捜査網 第483話「遊女が見た幸せの夢」（1981年、12ch / 三船プロ） ※ 菅野忠彦名義
- 太陽にほえろ! 第516話「白いスーツの女」（1982年、NTV） - 大木刑事
- 花のこころ（1985年、TBS）
- 牟田刑事官事件ファイル3（1985年、ANB）
- 水戸黄門（TBS/C.A.L.）
  - 第6部 第3話「よみがえった男 -人吉-」(1975年） - 相良頼喬  ※ 菅野忠彦名義
  - 第19部 第2話「老公狙う大爆発 -岩城-」（1989年） - 三陸屋久兵衛
  - 第34部 第5話「格さん不覚消えた印籠 -石巻-」（2005年） - 蔵田屋
- さすらい刑事旅情編II 第1話「寝台特急“瀬戸”・海峡の花嫁」（1989年、ANB / 東映）
- 暴れん坊将軍III 第102話「対決! 三人の白頭巾」（1990年、ANB / 東映） - 松平少将宗親
- ドラマスペシャル / 町（1997年、CX）
- 剣客商売スペシャル「決闘・高田の馬場」（2005年、CX / 松竹） - 高木筑後守元好
- ラストメール2〜いちじく白書〜（2009年、BS朝日）
- ミステリードラマスペシャル 新 京都殺人案内（2018年2月9日、フジテレビ） - 野々村蓮太郎